# Наум Веслиевски
Наум Ташков Веслиевски с псевдоним Овчарот е югославски партизанин, подполковник от Югославската народна освободителна армия и деец на комунистическата съпротива във Вардарска Македония.

## Биография
Роден е през 1921 година в ресенското село Златари. През 1941 година става член на Съюза на комунистическата младеж на Югославия, а от следващата година и на Югославската комунистическа партия. От 1942 година е заместник-командир на Битолско-преспанския партизански отряд „Даме Груев“, а на 18 юни 1943 година е назначен за командир на Народоосвободителен батальон „Мирче Ацев“. От март до 6 юни 1944 година е политически комисар на трета македонска ударна бригада, а преди това е неин заместник-командир. Делегат е на Първото заседание на АСНОМ. На 25 септември 1944 става командир на Четиридесет и първа македонска дивизия на НОВЮ, а на следващата година и на осма македонска дивизия на КНОЮ. След Втората световна война в периода 1945-1947 година учи във военната академия Фрунзе в Москва. След като се завръща е назначен за командир на трета ударна бригада. Заподозрян във връзка с резолюцията на Информбюрото, при което изпада в криза и е приет в психиатрична клиника в Бардовци.